# Eva Mārtuža
Eva Mārtuža z domu Juhņeviča, pseudonimy: Ieva Bondere, Digna Eira (ur. 15 grudnia 1954  w parafii Gaigalava) – łotewska poetka, autorka tekstów, publicystka, eseistka, polityk, działaczka na rzecz rozwoju kultury łotewskiej, członek Rady Miasta Rygi i Nowej Partii Konserwatywnej.

## Życiorys
Eva Mārtuža urodziła się 15 grudnia 1954 r. parafii Gaigalava, w gminie Rzeżyca. W latach 1972–1978, studiowała na wydziale dziennikarstwa na Uniwersytecie Łotewskim. Od 1985 roku studiowała w Instytucie Literackim im. A.M. Gorkiego w Moskwie, w latach 2011-2013 studiowała teologię na Uniwersytecie Łotewskim.
W latach 1978–1998 pracowała jako redaktor naczelna w gazecie „Cīņa”, jako pracownik naukowy w Muzeum Literatury i Sztuki, a także jako redaktor w łotewskiej telewizji państwowej. W latach 2000–2006 współpracowała z gazetą „Lauku Avīze” (później „Latvijas Avīze”). W latach 2006–2007 była sekretarzem prasowym Ministerstwa Opieki Społecznej. Od 2007 roku pracuje w wydawnictwie „Lauku Avīze”. W latach 2017–2020 była członkiem Rady Miasta Rygi, z ramienia Nowej Partii Konserwatywnej.

## Twórczość
Eva Mārtuža miała swój debiut wydawniczy w 1974 roku. Pismo „Padomju Students” opublikowało jej dwa wiersze Sāpes i Tā ir" laikrakstā.  W 1978 roku wydała dwa tomy poezji Acis i Dzejas dienas. Jej wiersze zostały przetłumaczone na język niemiecki, polski, rosyjski, litewski, ukraiński, ormiański, gruziński i włoski. W 1995 roku wydała swoją pierwszą powieść Bize mākoņspraugā. Powieść Pētera zvērests została przetłumaczona na język litewski przez Jurgisa Algimantasa Banevičiusa. Jest autorką tekstów, do których muzykę skomponowali m.in. Arnis Miltiņš, Jēkabs Janševskis, Uldis Timme. Od 1984 roku jest członkiem Łotewskiego Związku Dziennikarzy, od 1988 roku Łotewskiego Związku Pisarzy. Eva Mārtuža publikuje swoje prace także pod pseudonimami Ieva Bondere i Digna Eira.

## Wybrane dzieła

### Poezja
- Acis, 1978
- Dzejas dienas, 1978
- No mana kodiena nemirst, 1993
- Sniegs apsedz vaļēju brūci, 1996
- Es tumsai pieglaužos, 2004
- Nepiesavināmā, 2015

### Proza
- Bize mākoņspraugā, 1995
- Neatsaki vīrietim, 1996
- Izravētā sirds, 1999
- Starp slāpēm un starp kausu, 2000
- Kā iekarot, mīlēt, paturēt vīrieti, pod pseudonimem Digna Eira, 2001
- Karaļkronis, pod pseudonimem Ieva Bondere, 2002
- Negudrā, 2005
- Jasmīnu pūderis, pod pseudonimem Ieva Bondere, 2007
- Freda un Ufo brokastu kods, 2007
- Pētera zvērests, 2008
- Irbes skarbās māsas, 2010
- Bize vētras acī, 2014
- Pētera zvērests, 2016
- Langobardi, 2017